# Chortiheros wesseli
Chortiheros wesseli ist ein Süßwasserfisch aus der Familie der Buntbarsche, der endemisch in wenigen schnell fließenden Flüssen (Río Papaloteca, Rio Cangrejal und Rio Danto) an der Karibikküste von Honduras vorkommt.

## Merkmale
Chortiheros wesseli ist lang gestreckt und erreicht eine Länge von etwa 8 cm. Die Tiere sind hell, beige, gelblich oder weißlich gefärbt. Charakteristisch ist ein dunkles Längsband das sich vom Rand des oberen Kiemendeckels bis zur Schwanzwurzel erstreckt und ein Streifen zwischen Augen und Maul. Querbinden fehlen völlig. In der Fortpflanzungszeit bekommen die Tiere eine auffällige Kontrastfärbung mit einem dunklen Bauch und hellen Körperseiten, ähnlich wie die Arten der Gattung Herichthys.
Zu den meristischen (zählbaren) Merkmalen, durch die sich die Art von anderen mittelamerikanischen Buntbarschen unterscheidet, zählen die erhöhte Zahl von Schwanzwirbeln (mehr als 17), die erhöhte Zahl von Wirbeln im Schwanzstiel (mehr als 4), die hohe Anzahl von Schuppen entlang der Seitenlinie (32, davon 13 entlang der unteren Seitenlinie), die hohe Anzahl von Rückenflossenstacheln (mehr als 17) und die hohe Anzahl von Brustflossenstrahlen (15).
Von Theraps, zu dieser Gattung wurde die Art ursprünglich gezählt, unterscheidet sich Chortiheros wesseli durch die Brutfärbung, durch den vorstehenden Unterkiefer, das endständige, große und weite Maul (leicht unterständig, schmal und eng bei Theraps), durch die Bezahnung (konisch bei Chortiheros, labiolingual abgeflacht mit flachen Spitzen bei Theraps) und durch nur 13 Rumpfwirbel (15 bei Theraps).

## Lebensweise
Chortiheros wesseli hat nur ein kleines Verbreitungsgebiet und lebt in Flüssen mit hoher Fließgeschwindigkeit und einem Untergrund aus Sand, Kies und Geröll.

## Systematik
Die Art wurde 1996 durch R. R. Miller in der aquaristischen Fachzeitschrift Tropical Fish Hobbyist unter dem Namen Theraps wesseli beschrieben und nach dem Sammler der Typusexemplare benannt. Im Jahr 2016 wurde die Gattung Chortiheros eingeführt, mit Chortiheros wesseli als einziger Art. Der Gattungsname setzt sich aus Chortí und Heros zusammen. Die Chortí sind ein indigenes Volk im südöstlichen Guatemala, nordwestlichen Honduras und nördlichen El Salvador, Heros ist eine Buntbarschgattung. Chortiheros ist die Schwestergattung von Petenia.